# Las Vegas Tennis Open 2022
Il Las Vegas Tennis Open 2022 è stato un torneo maschile tennis professionistico. È stata la 12ª edizione del torneo, facente parte della categoria Challenger 80 nell'ambito dell'ATP Challenger Tour 2022, con un montepremi di 53 120 $. Si è svolto dal 24 al 30 ottobre 2022 sui campi in cemento del Frank and Vicki Fertitta Tennis Complex di Las Vegas, negli Stati Uniti.

## Partecipanti

### Teste di serie
| Nazionalità | Giocatore            | Ranking* | Testa di serie |
| ----------- | -------------------- | -------- | -------------- |
| Stati Uniti | Denis Kudla          | 99       | 1              |
| Stati Uniti | Steve Johnson        | 117      | 2              |
| Canada      | Vasek Pospisil       | 121      | 3              |
| Stati Uniti | Stefan Kozlov        | 133      | 4              |
| Argentina   | Juan Pablo Ficovich  | 143      | 5              |
| Stati Uniti | Ben Shelton          | 159      | 6              |
| Argentina   | Facundo Mena         | 161      | 7              |
| Stati Uniti | Aleksandar Kovacevic | 165      | 8              |

* Ranking al 17 ottobre 2022.

### Altri partecipanti
I seguenti giocatori hanno ricevuto una wild card per il tabellone principale:
- Alexander Cozbinov
- Cannon Kingsley
- Maxim Verboven

Il seguente giocatore è entrato in tabellone come alternate:
- Govind Nanda

I seguenti giocatori sono passati dalle qualificazioni:
- Omni Kumar
- Jack Pinnington Jones
- Alfredo Perez
- Simon Carr
- Tennys Sandgren
- Aidan Mayo

## Campioni

### Singolare
Tennys Sandgren ha sconfitto in finale  Stefan Kozlov con il punteggio di 7–5, 6–3.

### Doppio
Julian Cash /  Henry Patten hanno sconfitto in finale  Constantin Frantzen /  Reese Stalder con il punteggio di 6–4, 7–6(1).